# Сылва (приток Лопвы)
Сылва — река в России, протекает в основном в Кудымкарском районе Пермского края (исток и первые несколько сот метров течения — в Юрлинском районе). Устье реки находится в 12 км по правому берегу реки Лопва. Длина реки составляет 16 км.
Исток реки на Верхнекамской возвышенности в Юрлинским районе у деревни Остров и в 10 км южнее села Юрла. Исток находится на водоразделе бассейнов Иньвы и Косы, рядом берёт начало Кетчер. Река течёт на юго-восток, вскоре после истока перетекает в Кудымкарский район. Протекает деревни Косогор, Третьева, Перкова, Трошева, Ивашкова. Впадает в Лопву западнее села Белоево.

## Данные водного реестра
По данным государственного водного реестра России относится к Камскому бассейновому округу, водохозяйственный участок реки — Кама от города Березники до Камского гидроузла, без реки Косьва (от истока до Широковского гидроузла), Чусовая и Сылва, речной подбассейн реки — бассейны притоков Камы до впадения Белой. Речной бассейн реки — Кама.
Код объекта в государственном водном реестре — 10010100912111100008038.